# Eupelmus elgonensis
Eupelmus elgonensis is een vliesvleugelig insect uit de familie Eupelmidae. De wetenschappelijke naam is voor het eerst geldig gepubliceerd in 1955 door Risbec.